# Черешовица
Черешовица (болг. Черешовица) — село в Болгарии. Находится в Монтанской области, входит в общину Берковица. Население составляет 77 человек.

## Политическая ситуация
Черешовица подчиняется непосредственно общине и не имеет своего кмета.
Кмет (мэр) общины Берковица — Милчо Михайлов Доцов (независимый) по результатам выборов в правление общины.

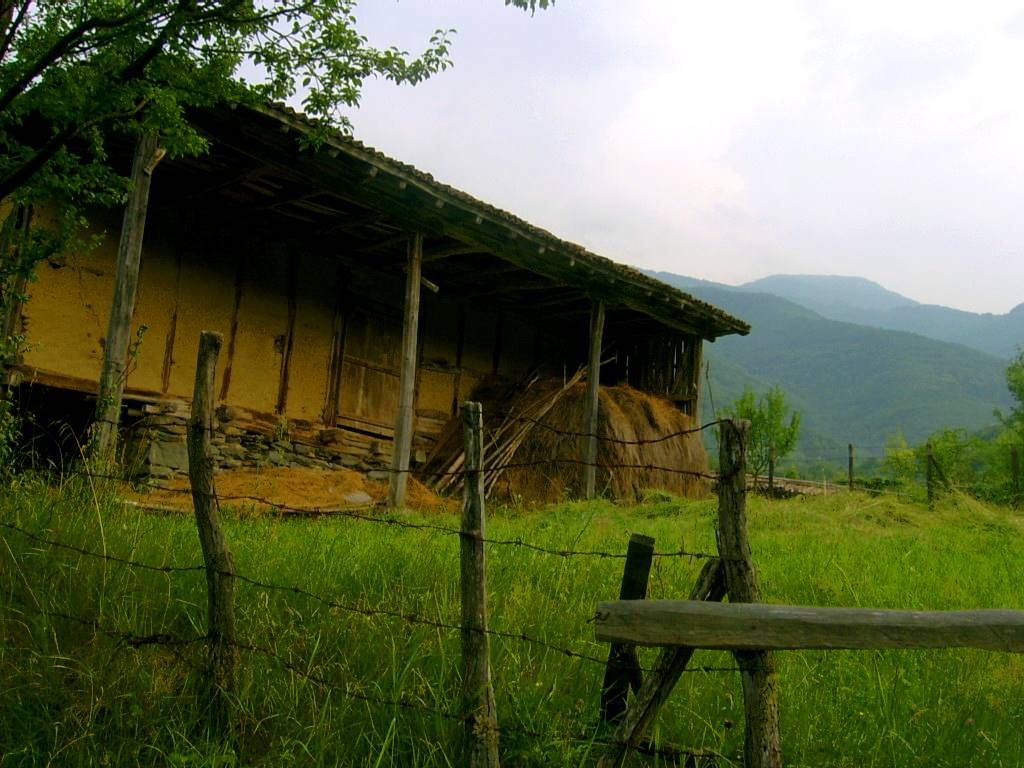
Сеновал в селе Черешовица, Болгария